# Akalkulie
Unter Akalkulie versteht man die erworbene Unfähigkeit zum Umgang mit Zahlen. (Zur Entwicklungsstörung bei Kindern siehe Dyskalkulie)

## Pathophysiologie
Die (seltene) isolierte primäre Akalkulie kann nach Schädigung der sprachdominanten (überwiegend linken) Großhirnrinde auftreten. Die Läsion betrifft beispielsweise den parietalen Assoziationskortex, oder die im Bereich des Überganges von Scheitel-, Schläfen- und Hinterhauptlappen liegenden Hirnwindungen Gyrus angularis und Gyrus supramarginalis. Oft bildet sich dann ein sogenanntes Gerstmann-Syndrom (Akalkulie, Alexie, Finger-/Fußzehagnosie, Rechts-Links-Schwäche), und/oder ein Angularis-Syndrom (Akalkulie, Alexie, Agraphie, amnestische Aphasie) aus.
Auch zu- und wegführende Bahnen oder das damit verbundene Areal können betroffen sein. Bei Funktionsverlust höherer visueller Areale kann es zu einer optischen Akalkulie kommen, Defizite höherer akustischer Areale können hingegen eine akustische Akalkulie auslösen. Die Läsion parietaler Assoziations-Areale, die zu einer Apraxie führen, kann zur sogenannten ideatorischen Akalkulie führen.
Die Rechenfähigkeit hängt auch von anderen Faktoren ab. So kann eine sekundäre Akalkulie auch durch Beeinträchtigung von Konzentration, Merkfähigkeit oder Sprachfähigkeit verursacht werden.
Die Schädigung kann durch Hirninfarkte, Hirnblutungen, Hirntumoren, Hirnverletzungen, Hirnentzündungen und andere das Gewebe beeinträchtigende Ursachen entstehen.

## Historisches und Klassifikation
Die Benennung der Beeinträchtigung des Rechnens als Akalkulie erfolgte 1919 durch Solomon Henschen. Er differenzierte die Akalkulie von der oft zugleich auftretenden Aphasie.
Die erste genauere funktionale Einteilung in optische, akustische und ideatorische Akalkulie erfolgte zur gleichen Zeit durch Peritz. Den Zusammenhang vor allem der ideatorischen Akalkulie mit der oft zugleich auftretenden Apraxie wurde durch Kleist erkannt.
Berger teilte 1926 die Akalkulie in sekundäre Akalkulie als Störung von Gedächtnis, Konzentrationsfähigkeit, Sprache und Lesefähigkeit und primäre Akalkulie als direkte Rechenschwäche ein ohne diese Störungen. Die primäre Akalkulie wurde 1988 durch Grafman weiter eingeteilt in Gedächtnisstörungen im Abruf mathematischer Fakten und Störungen des Verstehens mathematischer Konzepte.

## Fallbeschreibungen
Hécaen und Kollegen beschrieben 1961 verschiedene mögliche klinische Unterformen der Akalkulie. So beobachteten sie eine Alexie und Agraphie für Zahlen bei erhaltener Erkennung und Schreibfähigkeit für Buchstaben. Auch eine räumliche Akalkulie mit gestörter Wahrnehmung mehrstelliger Zahlen mit mehreren Ziffern wurde durch sie beschrieben.
Cohen und Dehaene konnten 1996 (an Split-Brain-Patienten) nachweisen, dass auch die nicht-sprachdominante Gehirnhälfte zu Erkennung und Gebrauch von Zahlen fähig ist.